# Pretty Girls
Pretty Girls – singel amerykańskiej piosenkarki Britney Spears. W piosence gościnnie wystąpiła australijska raperka Iggy Azalea. Produkcją i tekstem utworu zajmowali się trio The Invisible Men oraz dodatkowo Maegan Cottone, Azalea i Little Mix. Premiera singla nastąpiła 4 maja 2015. Utwór zadebiutował na 29. miejscu amerykańskiej listy Billboard Hot 100. Teledysk do „Pretty Girls” miał swoją premierę 13 maja. Piosenka została wykonana po raz pierwszy na żywo dnia 17 maja na gali Billboard Music Awards.

## Tło
9 września 2014 roku, podczas promowania kolekcji bielizny The Intimate Britney Spears Collection w Nowym Jorku, kanał TV Extra przeprowadził wywiad z piosenkarką. Britney Spears potwierdziła, iż rozpoczyna pracę nad nowym albumem. W kwestii przyszłych wspólnych projektów, piosenkarka rozważa możliwość pracy z Katy Perry lub Iggy Azaleą. Na początku 2015 roku został potwierdzony duet Spears z raperką.

## Opinie
Opinie dotyczące utworu były mieszane. Magazyn Time uznał „Pretty Girls” za jedną z najgorszych piosenek 2015 roku, w rankingu uwzględniającym dziesięć pozycji, przypisując jej miejsce trzecie. W najlepszym tygodniu piosenka plasowała się na siódmym miejscu notowania najpopularniejszych singli amerykańskiego tygodnika muzycznego Billboard.

## Teledysk
Reżyserią teledysku zajęli się Cameron Duddy oraz Iggy Azalea. Został nakręcony w dniach 9 i 10 kwietnia w Los Angeles. W teledysku Azalea wciela się w kosmitkę, a Spears ziemiankę. Jeżdżą po Los Angeles w strojach stylizowanych na lata 80. XX wieku.

## Track lista
- CD single

1. „Pretty Girls” – 2:44
2. „Pretty Girls” (Instrumental) – 2:40

- Digital download[12]

1. „Pretty Girls” – 2:44

## Notowania
| Lista (2015)                             | Najwyższa pozycja |
| ---------------------------------------- | ----------------- |
| Australia (ARIA Charts)                  | 27                |
| Austria (Ö3 Austria Top 40)              | 74                |
| Belgia (Ultratop 50 Flandria)            | 1                 |
| Belgia (Ultratop 50 Walonia)             | 42                |
| Kanada (Canadian Hot 100)                | 16                |
| Finlandia (Suomen virallinen lista)      | 16                |
| Francja (SNEP)                           | 25                |
| Hiszpania (PROMUSICAE)                   | 5                 |
| Irlandia (IRMA)                          | 64                |
| Korea Południowa (Gaon)                  | 18                |
| Liban (OLT 20)                           | 16                |
| Niemcy (Media Control Charts)            | 88                |
| Węgry (Mahasz)                           | 11                |
| Włochy (FIMI)                            | 75                |
| Stany Zjednoczone (Billboard Hot 100)    | 29                |
| Stany Zjednoczone (Hot Dance Club Songs) | 1                 |
| Stany Zjednoczone (Top 40 Mainstream)    | 23                |

## Certyfikaty
| Państwo       | Status      |
| ------------- | ----------- |
| Polska (ZPAV) | złota płyta |

## Historia wydania
| Kraj              | Data            | Format                   | Wytwórnia  | Źródło                             |
| ----------------- | --------------- | ------------------------ | ---------- | ---------------------------------- |
| Świat             | 4 maja 2015     | Digital download         | RCA        | [ 30 ] [ 31 ] [ 32 ] [ 33 ] [ 34 ] |
| Stany Zjednoczone | 5 maja 2015     | Mainstream radio         | RCA        | [ 35 ] [ 36 ]                      |
| Stany Zjednoczone | 5 maja 2015     | Rhythmic crossover radio | RCA        | [ 37 ]                             |
| Włochy            | 8 maja 2015     | Radio airplay            | Sony Music | [ 38 ]                             |
| Niemcy            | 5 czerwca 2015  | CD single                | Sony Music | [ 39 ]                             |
| Wielka Brytania   | 14 czerwca 2015 | Digital download         | RCA        | [ 40 ]                             |